# Yasuní – two seconds of life
Yasuní – two seconds of life ist ein Dokumentarfilm über einen Vorschlag des ecuadorianischen Präsidenten Rafael Correa, der unter dem Schlagwort „Leave the oil in the ground“ um die Welt gegangen ist: In seiner Yasuní-ITT-Initiative bietet Ecuador an, die im Nationalpark Yasuní befindlichen Ölvorkommen nicht auszubeuten und den dortigen tropischen Regenwald mit großer Biodiversität unangetastet zu lassen. Darüber hinaus soll der Schutz der dort ansässigen indigenen Bevölkerungsgruppen sichergestellt werden. Im Gegenzug soll die internationale Staatengemeinschaft über 10 Jahre die Hälfte des Ertrags zahlen, den Ecuador durch die Ölreserven realisiert hätte. Dieses Geld soll in einem Fonds der UNO verwaltet und in nachhaltige Lösungen der Energiefrage investiert werden.

## Inhalt
Der Film Yasuní – two seconds of life bietet einen umfassenden Einblick in das Land Ecuador, seine Artenvielfalt und besonders in das Leben der indigenen Bevölkerung. Die beiden Stämme Huaorani und Tagaeri leben im Nationalpark Yasuní relativ abgeschieden von der Zivilisation. Allerdings wird im Laufe des Films deutlich, welchen Repressionen und gesundheitlichen Risiken sie durch die Ausbeutung des Landes durch große Ölkonzerne ausgesetzt wurden. Gegen den Ölkonzern Chevron Texaco wird aufgrund der gesundheitlichen Langzeitschäden immer noch prozessiert. Aber nicht nur die betroffenen Ureinwohner kommen zu Wort, auch Politiker, Wissenschaftler und Vertreter der Ölkonzerne werden vor die Kamera gebeten.